# Список астероїдів (216201—216300)
| Назва               | Тимчасове позначення | Дата відкриття    | Місце відкриття                               | Відкривач                 |
| ------------------- | -------------------- | ----------------- | --------------------------------------------- | ------------------------- |
| (216201) 2006 UH13  | 2006 UH13            | 17 жовтня 2006    | Обсерваторія Маунт-Леммон                     | Обсерваторія Маунт-Леммон |
| (216202) 2006 UJ13  | 2006 UJ13            | 17 жовтня 2006    | Обсерваторія Маунт-Леммон                     | Обсерваторія Маунт-Леммон |
| (216203) 2006 UQ14  | 2006 UQ14            | 17 жовтня 2006    | Обсерваторія Маунт-Леммон                     | Обсерваторія Маунт-Леммон |
| (216204) 2006 UD20  | 2006 UD20            | 16 жовтня 2006    | Обсерваторія Кітт-Пік                         | Spacewatch                |
| (216205) 2006 UQ27  | 2006 UQ27            | 16 жовтня 2006    | Обсерваторія Кітт-Пік                         | Spacewatch                |
| (216206) 2006 UZ44  | 2006 UZ44            | 16 жовтня 2006    | Обсерваторія Кітт-Пік                         | Spacewatch                |
| (216207) 2006 UN45  | 2006 UN45            | 16 жовтня 2006    | Обсерваторія Кітт-Пік                         | Spacewatch                |
| (216208) 2006 UC58  | 2006 UC58            | 18 жовтня 2006    | Обсерваторія Кітт-Пік                         | Spacewatch                |
| (216209) 2006 UA61  | 2006 UA61            | 19 жовтня 2006    | Каталінський огляд                            | Каталінський огляд        |
| (216210) 2006 UO65  | 2006 UO65            | 16 жовтня 2006    | Обсерваторія Маунт-Леммон                     | Обсерваторія Маунт-Леммон |
| (216211) 2006 UV68  | 2006 UV68            | 16 жовтня 2006    | Каталінський огляд                            | Каталінський огляд        |
| (216212) 2006 UC73  | 2006 UC73            | 17 жовтня 2006    | Обсерваторія Кітт-Пік                         | Spacewatch                |
| (216213) 2006 UT79  | 2006 UT79            | 17 жовтня 2006    | Обсерваторія Кітт-Пік                         | Spacewatch                |
| (216214) 2006 UE91  | 2006 UE91            | 17 жовтня 2006    | Обсерваторія Кітт-Пік                         | Spacewatch                |
| (216215) 2006 UG92  | 2006 UG92            | 18 жовтня 2006    | Обсерваторія Кітт-Пік                         | Spacewatch                |
| (216216) 2006 UR93  | 2006 UR93            | 18 жовтня 2006    | Обсерваторія Кітт-Пік                         | Spacewatch                |
| (216217) 2006 UD94  | 2006 UD94            | 18 жовтня 2006    | Обсерваторія Кітт-Пік                         | Spacewatch                |
| (216218) 2006 US98  | 2006 US98            | 18 жовтня 2006    | Обсерваторія Кітт-Пік                         | Spacewatch                |
| (216219) 2006 UU98  | 2006 UU98            | 18 жовтня 2006    | Обсерваторія Кітт-Пік                         | Spacewatch                |
| (216220) 2006 UD99  | 2006 UD99            | 18 жовтня 2006    | Обсерваторія Кітт-Пік                         | Spacewatch                |
| (216221) 2006 UZ103 | 2006 UZ103           | 18 жовтня 2006    | Обсерваторія Кітт-Пік                         | Spacewatch                |
| (216222) 2006 UG108 | 2006 UG108           | 18 жовтня 2006    | Обсерваторія Кітт-Пік                         | Spacewatch                |
| (216223) 2006 UC132 | 2006 UC132           | 19 жовтня 2006    | Обсерваторія Маунт-Леммон                     | Обсерваторія Маунт-Леммон |
| (216224) 2006 UR143 | 2006 UR143           | 19 жовтня 2006    | Обсерваторія Кітт-Пік                         | Spacewatch                |
| (216225) 2006 UC155 | 2006 UC155           | 21 жовтня 2006    | Каталінський огляд                            | Каталінський огляд        |
| (216226) 2006 UN162 | 2006 UN162           | 21 жовтня 2006    | Обсерваторія Маунт-Леммон                     | Обсерваторія Маунт-Леммон |
| (216227) 2006 UQ162 | 2006 UQ162           | 21 жовтня 2006    | Обсерваторія Маунт-Леммон                     | Обсерваторія Маунт-Леммон |
| (216228) 2006 UM183 | 2006 UM183           | 17 жовтня 2006    | Каталінський огляд                            | Каталінський огляд        |
| (216229) 2006 UQ215 | 2006 UQ215           | 23 жовтня 2006    | Обсерваторія Кресент Б'ютт                    | Е. Шерідан                |
| (216230) 2006 UG216 | 2006 UG216           | 29 жовтня 2006    | Обсерваторія Кітамі                           | Кін Ендате                |
| (216231) 2006 UM223 | 2006 UM223           | 19 жовтня 2006    | Обсерваторія Кітт-Пік                         | Spacewatch                |
| (216232) 2006 UB226 | 2006 UB226           | 20 жовтня 2006    | Обсерваторія Кітт-Пік                         | Spacewatch                |
| (216233) 2006 UF241 | 2006 UF241           | 23 жовтня 2006    | Обсерваторія Маунт-Леммон                     | Обсерваторія Маунт-Леммон |
| (216234) 2006 UA244 | 2006 UA244           | 27 жовтня 2006    | Обсерваторія Маунт-Леммон                     | Обсерваторія Маунт-Леммон |
| (216235) 2006 UZ266 | 2006 UZ266           | 27 жовтня 2006    | Обсерваторія Кітт-Пік                         | Spacewatch                |
| (216236) 2006 UV274 | 2006 UV274           | 28 жовтня 2006    | Обсерваторія Кітт-Пік                         | Spacewatch                |
| (216237) 2006 UZ286 | 2006 UZ286           | 28 жовтня 2006    | Обсерваторія Кітт-Пік                         | Spacewatch                |
| (216238) 2006 UB287 | 2006 UB287           | 28 жовтня 2006    | Обсерваторія Кітт-Пік                         | Spacewatch                |
| (216239) 2006 UW328 | 2006 UW328           | 20 жовтня 2006    | Обсерваторія Кітт-Пік                         | Spacewatch                |
| (216240) 2006 VS7   | 2006 VS7             | 10 листопада 2006 | Обсерваторія Кітт-Пік                         | Spacewatch                |
| (216241) 2006 VF14  | 2006 VF14            | 14 листопада 2006 | Астрономічна обсерваторія Валемаре-ді-Борбона | Вінченцо Касуллі          |
| (216242) 2006 VK14  | 2006 VK14            | 15 листопада 2006 | Обсерваторія Столова Гора                     | Дж. Янґ                   |
| (216243) 2006 VP45  | 2006 VP45            | 13 листопада 2006 | Обсерваторія Маунт-Леммон                     | Обсерваторія Маунт-Леммон |
| (216244) 2006 VW58  | 2006 VW58            | 11 листопада 2006 | Обсерваторія Кітт-Пік                         | Spacewatch                |
| (216245) 2006 VX58  | 2006 VX58            | 11 листопада 2006 | Обсерваторія Кітт-Пік                         | Spacewatch                |
| (216246) 2006 VH86  | 2006 VH86            | 14 листопада 2006 | Сокорро (Нью-Мексико)                         | LINEAR                    |
| (216247) 2006 VX89  | 2006 VX89            | 14 листопада 2006 | Сокорро (Нью-Мексико)                         | LINEAR                    |
| (216248) 2006 VZ90  | 2006 VZ90            | 14 листопада 2006 | Обсерваторія Маунт-Леммон                     | Обсерваторія Маунт-Леммон |
| (216249) 2006 VV99  | 2006 VV99            | 11 листопада 2006 | Обсерваторія Кітт-Пік                         | Spacewatch                |
| (216250) 2006 VY105 | 2006 VY105           | 13 листопада 2006 | Обсерваторія Кітт-Пік                         | Spacewatch                |
| (216251) 2006 VR106 | 2006 VR106           | 13 листопада 2006 | Каталінський огляд                            | Каталінський огляд        |
| (216252) 2006 VS111 | 2006 VS111           | 13 листопада 2006 | Обсерваторія Кітт-Пік                         | Spacewatch                |
| (216253) 2006 VW111 | 2006 VW111           | 13 листопада 2006 | Обсерваторія Кітт-Пік                         | Spacewatch                |
| (216254) 2006 VE126 | 2006 VE126           | 15 листопада 2006 | Обсерваторія Кітт-Пік                         | Spacewatch                |
| (216255) 2006 VJ146 | 2006 VJ146           | 15 листопада 2006 | Каталінський огляд                            | Каталінський огляд        |
| (216256) 2006 VU147 | 2006 VU147           | 15 листопада 2006 | Обсерваторія Кітт-Пік                         | Spacewatch                |
| (216257) 2006 VR154 | 2006 VR154           | 8 листопада 2006  | Паломарська обсерваторія                      | NEAT                      |
| (216258) 2006 WH1   | 2006 WH1             | 18 листопада 2006 | Обсерваторія Ла-Саґра                         | Обсерваторія Мальорки     |
| (216259) 2006 WY9   | 2006 WY9             | 16 листопада 2006 | Обсерваторія Маунт-Леммон                     | Обсерваторія Маунт-Леммон |
| (216260) 2006 WG13  | 2006 WG13            | 16 листопада 2006 | Обсерваторія Маунт-Леммон                     | Обсерваторія Маунт-Леммон |
| 216261 Mapihsia     | 2006 WJ15            | 16 листопада 2006 | Обсерваторія Люлінь                           | Ман-Ті Чан, К. Йє         |
| (216262) 2006 WR16  | 2006 WR16            | 17 листопада 2006 | Обсерваторія Кітт-Пік                         | Spacewatch                |
| (216263) 2006 WL43  | 2006 WL43            | 16 листопада 2006 | Обсерваторія Маунт-Леммон                     | Обсерваторія Маунт-Леммон |
| (216264) 2006 WU44  | 2006 WU44            | 16 листопада 2006 | Обсерваторія Кітт-Пік                         | Spacewatch                |
| (216265) 2006 WD60  | 2006 WD60            | 17 листопада 2006 | Сокорро (Нью-Мексико)                         | LINEAR                    |
| (216266) 2006 WL60  | 2006 WL60            | 17 листопада 2006 | Обсерваторія Кітт-Пік                         | Spacewatch                |
| (216267) 2006 WU72  | 2006 WU72            | 18 листопада 2006 | Обсерваторія Кітт-Пік                         | Spacewatch                |
| (216268) 2006 WY77  | 2006 WY77            | 18 листопада 2006 | Обсерваторія Кітт-Пік                         | Spacewatch                |
| (216269) 2006 WP81  | 2006 WP81            | 18 листопада 2006 | Обсерваторія Кітт-Пік                         | Spacewatch                |
| (216270) 2006 WQ99  | 2006 WQ99            | 19 листопада 2006 | Обсерваторія Кітт-Пік                         | Spacewatch                |
| (216271) 2006 WE101 | 2006 WE101           | 19 листопада 2006 | Сокорро (Нью-Мексико)                         | LINEAR                    |
| (216272) 2006 WY110 | 2006 WY110           | 19 листопада 2006 | Обсерваторія Кітт-Пік                         | Spacewatch                |
| (216273) 2006 WS127 | 2006 WS127           | 16 листопада 2006 | Нюкаса                                        | Обсерваторія Нюкаса-Яма   |
| (216274) 2006 WV140 | 2006 WV140           | 20 листопада 2006 | Обсерваторія Кітт-Пік                         | Spacewatch                |
| (216275) 2006 WV161 | 2006 WV161           | 23 листопада 2006 | Обсерваторія Кітт-Пік                         | Spacewatch                |
| (216276) 2006 WO171 | 2006 WO171           | 23 листопада 2006 | Обсерваторія Кітт-Пік                         | Spacewatch                |
| (216277) 2006 WE180 | 2006 WE180           | 24 листопада 2006 | Обсерваторія Кітт-Пік                         | Spacewatch                |
| (216278) 2006 WS191 | 2006 WS191           | 27 листопада 2006 | Каталінський огляд                            | Каталінський огляд        |
| (216279) 2006 WM202 | 2006 WM202           | 25 листопада 2006 | Обсерваторія Кітт-Пік                         | Spacewatch                |
| (216280) 2006 XM11  | 2006 XM11            | 10 грудня 2006    | Обсерваторія Кітт-Пік                         | Spacewatch                |
| (216281) 2006 XD21  | 2006 XD21            | 11 грудня 2006    | Обсерваторія Кітт-Пік                         | Spacewatch                |
| (216282) 2006 XP23  | 2006 XP23            | 12 грудня 2006    | Обсерваторія Маунт-Леммон                     | Обсерваторія Маунт-Леммон |
| (216283) 2006 XF26  | 2006 XF26            | 12 грудня 2006    | Каталінський огляд                            | Каталінський огляд        |
| (216284) 2006 XD36  | 2006 XD36            | 11 грудня 2006    | Каталінський огляд                            | Каталінський огляд        |
| (216285) 2006 XR53  | 2006 XR53            | 15 грудня 2006    | Обсерваторія Кітт-Пік                         | Spacewatch                |
| (216286) 2006 YF46  | 2006 YF46            | 21 грудня 2006    | Каталінський огляд                            | Каталінський огляд        |
| (216287) 2007 AE    | 2007 AE              | 7 січня 2007      | Обсерваторія Фарпойнт                         | Обсерваторія Фарпойнт     |
| (216288) 2007 AG5   | 2007 AG5             | 8 січня 2007      | Обсерваторія Маунт-Леммон                     | Обсерваторія Маунт-Леммон |
| (216289) 2007 BG5   | 2007 BG5             | 17 січня 2007     | Паломарська обсерваторія                      | NEAT                      |
| (216290) 2007 EM132 | 2007 EM132           | 9 березня 2007    | Обсерваторія Маунт-Леммон                     | Обсерваторія Маунт-Леммон |
| (216291) 2007 EO149 | 2007 EO149           | 12 березня 2007   | Обсерваторія Маунт-Леммон                     | Обсерваторія Маунт-Леммон |
| (216292) 2007 EM195 | 2007 EM195           | 15 березня 2007   | Обсерваторія Кітт-Пік                         | Spacewatch                |
| (216293) 2007 GP11  | 2007 GP11            | 11 квітня 2007    | Обсерваторія Кітт-Пік                         | Spacewatch                |
| (216294) 2007 KM4   | 2007 KM4             | 24 травня 2007    | Обсерваторія Тікі                             | С. Генік, Ноелін Теамо    |
| (216295) 2007 LX14  | 2007 LX14            | 11 червня 2007    | Обсерваторія Ла-Саґра                         | Обсерваторія Мальорки     |
| (216296) 2007 LR22  | 2007 LR22            | 13 червня 2007    | Обсерваторія Кітт-Пік                         | Spacewatch                |
| (216297) 2007 MP2   | 2007 MP2             | 16 червня 2007    | Обсерваторія Кітт-Пік                         | Spacewatch                |
| (216298) 2007 RK37  | 2007 RK37            | 8 вересня 2007    | Обсерваторія Маунт-Леммон                     | Обсерваторія Маунт-Леммон |
| (216299) 2007 RO86  | 2007 RO86            | 10 вересня 2007   | Обсерваторія Маунт-Леммон                     | Обсерваторія Маунт-Леммон |
| (216300) 2007 RS123 | 2007 RS123           | 12 вересня 2007   | Каталінський огляд                            | Каталінський огляд        |